# Marian Kamil Dziewanowski
Marian Kamil Dzevanovski, rus: Мариан Камиль Дзевановский, en polonès Marian Kamil Dziewanowski (1913, Jitòmir, Imperi Rus - 2005, Milwaukee, Wisconsin) fou un historiador de Polònia, Rússia i l'Europa moderna.

## Biografia
Va néixer a Jitòmir (actualment Ucraïna). Dziewanowski va créixer i estudiar a la Polònia d'entreguerres, a la Universitat Jagellònica de Cracòvia. El 1937-1939 fou corresponsal estranger a Berlín.
Durant la invasió alemanya de Polònia, Dziewanowski va servir com a líder de grup de cavalleria polonès. Més tard va servir al Regne Unit com a instructor/intèrpret en una escola de paracaigudisme, com a editor d'una emissora de ràdio secreta de comunicació amb la resistència a Polònia, com a comentarista de notícies de la BBC. Després de la guerra va triar romandre a l'exili en lloc de tornar a la Polònia comunista.
Es va traslladar als Estats Units, a la Universitat Harvard va otbtenir un doctorat en la primera postguerra en rus i en història d'Europa de l'est. Va ensenyar a la Universitat de Boston, on va aconseguir el grau de professor. Del 1979 al 1984 va ensenyar a la Universitat de Wisconsin-Milwaukee.
Va escriure nombrosos articles i llibres sobre la història de Polònia i Rússia. També va escriure obres importants sobre les idees polítiques de Józef Piłsudski, el polític polonès més destacat del període d'entreguerres, i del gran polític polonès i rus del segle xix, el príncep Adam Jerzy Czartoryski.